# Rayan al-Kildani
Rayan Salem Sadiq Al-Kildani, en arabe : ريان سالم صادق الكلداني,  ou Rayan al-Kildani (ريان الكلداني, en français : Rayan le Chaldéen), né le 3 septembre 1989, est un homme politique chrétien en Irak, secrétaire général du Mouvement Babylone, chef de l'une des anciennes factions des Forces de mobilisation populaire appelée les Brigades de Babylone, que Rayan a fondé dans le gouvernorat de Ninive, en particulier dans la plaine de Ninive au nord de l'Irak, en 2014, après l'occupation de l'EIIL.
Le 18 juillet, le vice-président américain a annoncé l'imposition de sanctions. sur le chef de file du mouvement Babylone, Rayan Al-Kildani, sur la base de la loi Magnitski, qui prévoit l'imposition de sanctions aux auteurs de violations des droits de l'homme dans le monde entier, et le vice-président a déclaré que « Rayan Al-Kildani, le leader du Mouvement Babylone, la milice babylonienne et proche de Qassem Soleimani, est inclus dans les sanctions »,.

## Biographie
Rayyan est né dans la ville d'Alqosh dans le gouvernorat de Ninive, en 1989, puis il a déménagé à Bagdad et s'y est installé. Rayan a fondé les Brigades de Babylone en 2014 après que l'EIIL (ISIS) a occupé de vastes zones du gouvernorat de Ninive. En 2015, la brigade, forte d'environ 1 000 hommes, est la seule brigade militaire de confession chrétienne au sein des Hachd al-Chaabi, dont les milices sont en majorité des milices chiites. Kildani a présenté son mouvement comme luttant pour l’existence de sa communauté autrefois importante.
En 2021, son parti politique obtient 4 des 5 sièges réservés aux chrétiens d'Irak sur les 329 sièges du Parlement irakien.
En 2022, il a discuté avec le premier ministre de la région du Kurdistan irakien Masrour Barzani sur l'avenir de l'Irak. Il a aussi été reçu par Massoud Barzani.
Al-Kildani était proche d'Abou Mahdi al-Mouhandis, le chef du Kataeb Hezbollah et des Hachd al-Chaabi.

## Relation avec le clergé
Al-Kildani et les membres du Mouvement Babylone sont des catholiques chaldéens, mais auraient des relations houleuses avec le clergé chaldéen, en partie parce que le clergé rejette tout mouvement armé dans la communauté chrétienne. Louis Raphaël Sako a condamné Rayan al-Kildani comme un chef de milice qui ne représente pas les intérêts des chrétiens, dissociant publiquement l’Église du groupe. En mars 2016, le Patriarcat chaldéen a annoncé qu’il n’avait aucun lien avec les « Brigades Babylone » ni avec son chef, Rayan Al-Kildani, qu’il ne le représentait pas et que ses représentants officiels étaient uniquement membres du Parlement irakien. Al-Kildani est en conflit avec le cardinal Louis Raphaël Ier Sako,.